# 農民と鳥の巣取り
『農民と鳥の巣取り』（のうみんととりのすどり、独: Der Nestausnehmer、英: The Peasant and the Nest Robber）、または『農民と鳥の巣集め』（のうみんととりのすあつめ、英: The Peasant and the Birdnester）は、初期フランドル派の巨匠ピーテル・ブリューゲルが1568年に板上に油彩で描いた絵画である。主題については今日まで異論が絶えない。神聖ローマ帝国のレオポルト・ヴィルヘルム大公により取得された本作は、ナポレオンにより掠奪されたが、返還後、ウィーンの美術史美術館の開館とともにその展示品となった。

## 作品
『怠け者の天国』 (アルテ・ピナコテーク)、『農民の踊り』、『農民の婚宴』 (ともに美術史美術館)  などとともにブリューゲルが死去する前年に制作された本作は、どっしりとした人物像が描かれている。画家はイタリア旅行から帰還した直後は、イタリアの人物像や構図には興味を示さず、自身が研鑽を積んだアントウェルペン派  の様式に戻った。しかし、これら晩年の作品は、ブリューゲルがイタリア美術を習得していたことを示している。彼のイタリア美術に関する知識、とりわけミケランジェロの芸術に関する知識を表しているからである。本作の農民の仕草は、レオナルド・ダ・ヴィンチの『洗礼者聖ヨハネ』の俗なるパロディー版として意図したのだと提案されている。

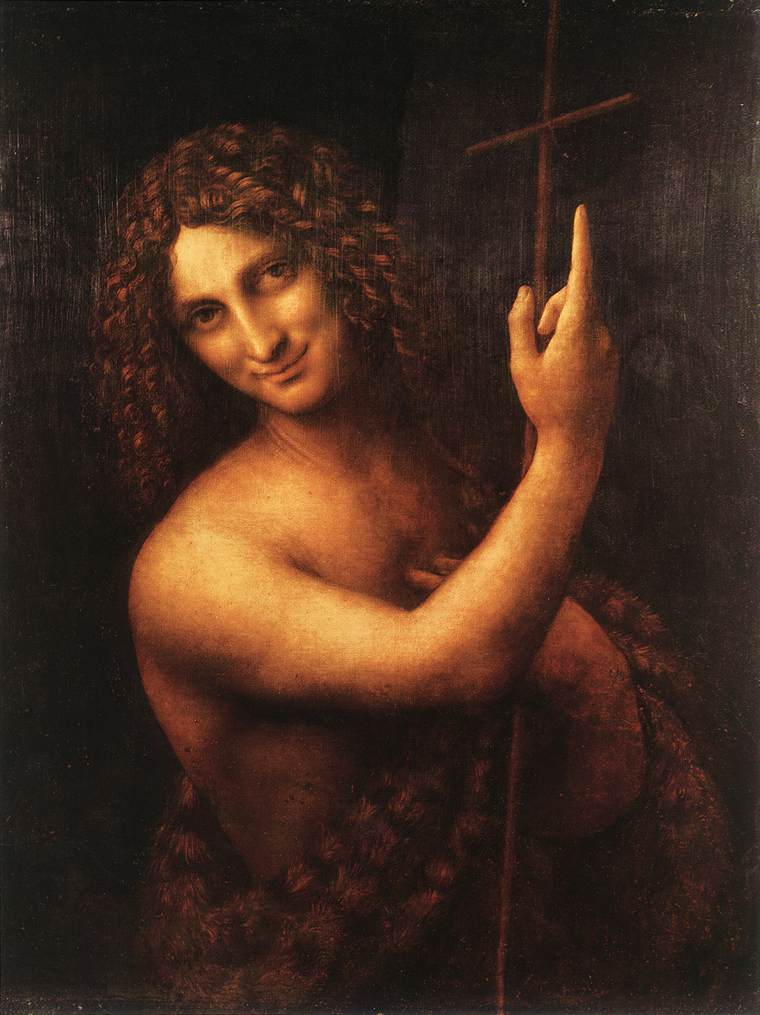
『洗礼者聖ヨハネ』レオナルド・ダ・ヴィンチ1513–16年

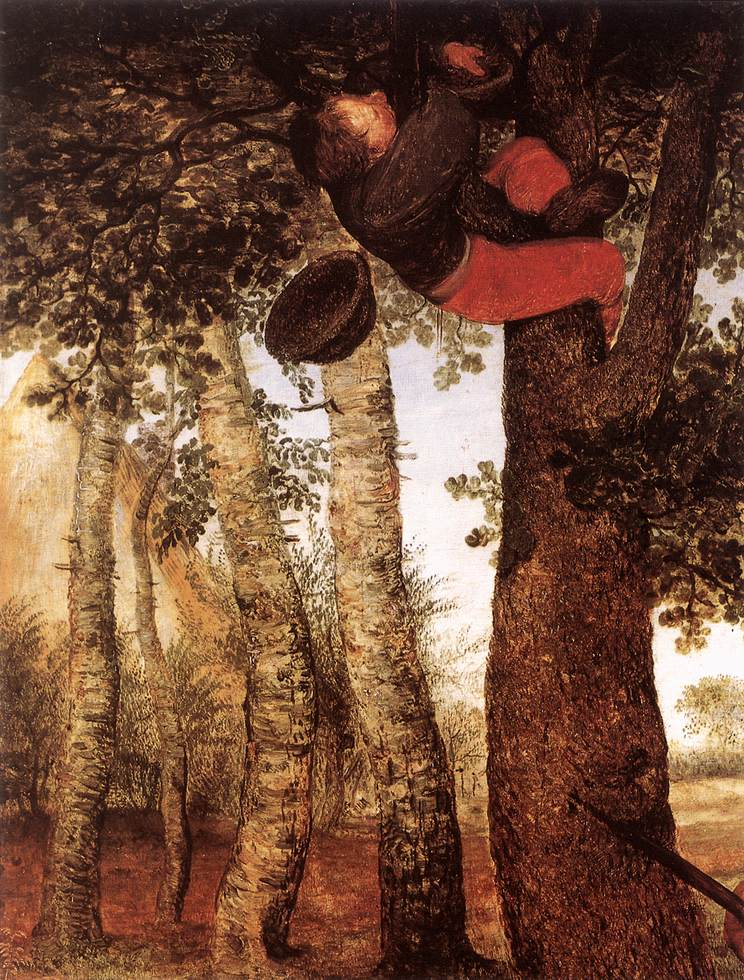
鳥の巣取りの細部

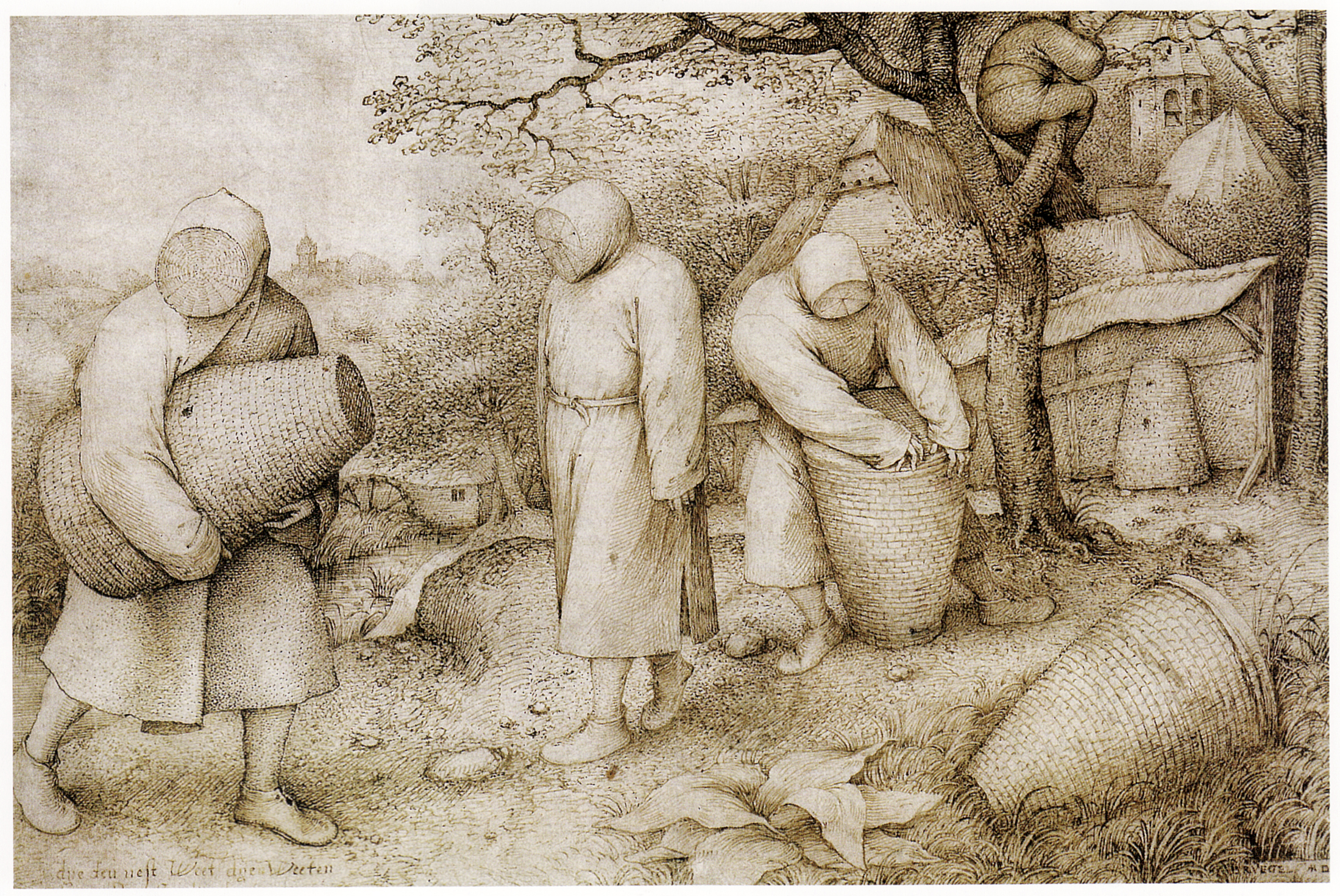
ピーテル・ブリューゲルの素描『養蜂家』 (1568年ごろ)

本作は一見、牧歌的な雰囲気に満ちた作品である。前景の若者は純朴そうな農民で、丸い目を見開いてまっすぐに歩を進めている。背景の農村はうららかな日射しを受け、まぶしいほどに輝いている。しかし、実際は、そうしたのどかな気分の絵画ではない。画面左手の木には、枝にぶらさがって鳥の巣を盗んでいる男がいるのである。落下している男の帽子も男の邪悪さを伝えている。

ちなみに、ブリューゲルの素描『養蜂家』にも、本作と同じく木の幹にしがみついている男が描かれており、以下のネーデルラントの諺が添えられている。
 Dije den nest Weet dijen weeten, dijen Roft dij heeten 巣のありかを知る者は知るが、捕る者が巣を手にする
本作もおそらくこの諺を表現しており、能動的でよこしまな人物と、逆境にもかかわらず高潔な受動的人物を教訓的に対比させている。16世紀の人文主義者の間では、「受動的人生」と「能動的人生」がよく議論されていた。本作の意味については様々な異論が提出されているが、その1つは知識を持つだけではだめで、確実に入手する方法を考えよ、という解釈である。
さらに、指さしている男は、自身が目の前の川にほとんど落ちそうになっていることに気づかずに、鳥の巣を盗んでいる男を非難しているとも想定される。ダーフィット・フィンクボーンス (David Vinckboons) の版画『農民と鳥の巣取り』で、木の上の若者を罵倒している中年の鳥追いは、スリに財布を盗まれているのに気づいていない。この版画の余白には、『新約聖書』の「兄弟の目の中にあるおが屑は見えるのになぜ、自分の目の中にある丸太に気がつかないのか」 (「マタイによる福音書」 7:3) と記されているが、ブリューゲルの本作にも同じ教訓が描かれていると考えられる。
なお、ブリューゲルは初期から中期にかけて鳥瞰図的なパノラマ風景を描いたが、晩年の作品はより近くからの視点で身近な風景を見つめている。本作の背景には、典型的なブラバント地方の農家、納屋、庭が描かれているおり、ベルギーのボクレイク野外博物館 (Bokrijk Openluchtmuseum) では、本作に基づき農家を復元したほどである。